# Eremobates
Eremobates es un género de arácnido  del orden Solifugae de la familia Eremobatidae.

## Especies
Las especies de este género son:
- Eremobates actenidia
- Eremobates affinis
- Eremobates ajoanus
- Eremobates angustus
- Eremobates arizonicus
- Eremobates ascopulatus
- Eremobates audax
- Eremobates aztecus
- Eremobates bajadae
- Eremobates bajaensis
- Eremobates bantai
- Eremobates barberi
- Eremobates becki
- Eremobates bixleri
- Eremobates californicus
- Eremobates carolinianus
- Eremobates chihuaensis
- Eremobates cinerascens
- Eremobates clarus
- Eremobates coahuilanus
- Eremobates constrictus
- Eremobates consors[2]
- Eremobates corpink
- Eremobates cruzi
- Eremobates ctenidiellus
- Eremobates dentilis
- Eremobates dilatatus
- Eremobates dinamita
- Eremobates docolora
- Eremobates dorsalis
- Eremobates durangonus
- Eremobates elongatus
- Eremobates fagei
- Eremobates flavus[2]
- Eremobates formicarius
- Eremobates gerbae
- Eremobates girardii
- Eremobates gladiolus[2]
- Eremobates gracilidens
- Eremobates guenini
- Eremobates hessei
- Eremobates hodai
- Eremobates hystrix
- Eremobates icenoglei
- Eremobates ingens
- Eremobates inkopaensis
- Eremobates inyoanus
- Eremobates kastoni
- Eremobates kiseri
- Eremobates kraepelini
- Eremobates lapazi
- Eremobates leechi
- Eremobates legalis
- Eremobates lentiginosus
- Eremobates marathoni
- Eremobates mimbrenus[2]
- Eremobates mormonus
- Eremobates nanus
- Eremobates nivis
- Eremobates nodularis
- Eremobates norrisi
- Eremobates oregonensis[2]
- Eremobates otavonae
- Eremobates paleta
- Eremobates pallidus
- Eremobates pallipes
- Eremobates palpisetulosus
- Eremobates papillatus
- Eremobates pimanus
- Eremobates polhemusi
- Eremobates purpusi
- Eremobates putnami
- Eremobates pyriflora
- Eremobates scaber
- Eremobates scopulatellus
- Eremobates scopulatus
- Eremobates septentrionis[2]
- Eremobates similis
- Eremobates simoni
- Eremobates socal
- Eremobates spissus
- Eremobates sulfureus
- Eremobates suspectus
- Eremobates tejonus
- Eremobates texanus
- Eremobates titschacki
- Eremobates toltecus
- Eremobates tuberculatus
- Eremobates vallis
- Eremobates vicinus
- Eremobates williamsi
- Eremobates villosus
- Eremobates woodruffi
- Eremobates zinni